# Podgrad pri Vremah
Podgrad pri Vremah este o localitate din comuna Divača, Slovenia, cu o populație de 28 de locuitori.